# Óscar Pezoa
Óscar Herminio Pezoa Giay (Córdova, 2 de maio de 1933) é um ex-ciclista olímpico argentino. Pezoa representou sua nação na prova de perseguição por equipes (4.000 m) nos Jogos Olímpicos de Verão de 1952, em Helsinque.